# ابرسیرشدگی

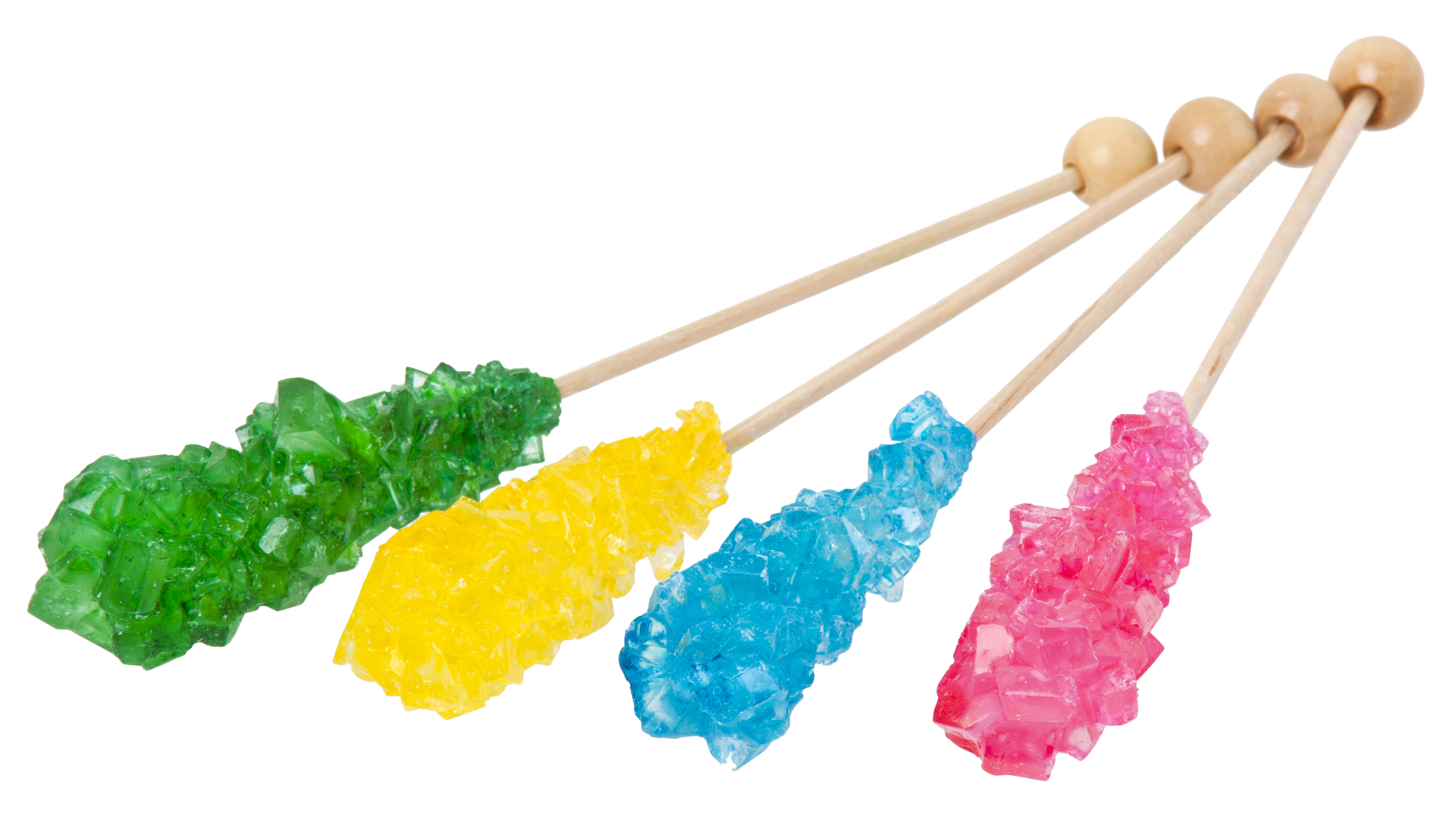
از محلول فوق اشباع قند در آب برای تولید کریستال‌های نبات استفاده می‌شود.

اَبَرسیرشدگی، فراسیرشده یا فوق اشباع (به انگلیسی: Supersaturation) در علم شیمی به محلولی گفته می‌شود که بیش از اندازه محلول اشباع خود در شرایط مشابه، ماده حل‌شونده در خود حل کرده باشد. همچنین به بخاری که فشار آن بالاتر از فشاربخار آن ماده باشد، بخار فرااشباع گویند.
در واقع هر حلال به میزان مشخصی می‌تواند یک حل شونده را درون خود حل کند. به حداکثر این مقدار حالت اشباع یا سیرشده می‌گویند؛ یعنی اگر به هر مقدار دیگری حل‌شونده به حلال اضافه شود ته‌نشین می‌شود.
اما به عنوان مثال اگر دمای محلول که شامل حلال و حل‌شونده است بالا رود، مقدار بیشتری حل‌شونده در حلال حل می‌شود. (البته تمام محلول‌ها این‌گونه نیستند، مثلاً لیتیم سولفات با افزایش دما در آب کمتر حل می‌شود) زیرا فضای بین مولکولی حلال بیشتر شده و حل شونده‌ها به مقدار بیشتری می‌توانند در بین مولکول‌های آن قرار گیرند. حال اگر دمای محلول به آرامی پایین بیاید، دیگر آن مقدار اضافه حل‌شده در محلول ته‌نشین نمی‌شود. البته این محلول‌ها بسیار ناپایدار هستند و با ضربه و عوامل دیگر دوباره مقدار اضافه‌ای که حل شده است ته‌نشین می‌شود.
میزان حلالیت به عوامل متعددی در شیمی بستگی دارد، مانند: نیروهای بین مولکولی، برقراری پیوند هیدروژنی در محلول، میزان آب دوستی یا آبگریزی، اندازه مولکول‌ها، شیوهٔ حل‌شدن و موارد دیگر بستگی دارد.